# Philemon Chambers
Philemon Chambers est un acteur américain, né le 9 février 1994 à Compton (Californie). Il est notamment connu pour son rôle de Nick dans le film Que souffle la romance (Single All the Way), sur Netflix, en tant que premier acteur noir dans une comédie romantique de Noël LGBTQ+.

## Biographie

### Jeunesse
Philemon Chambers naît le 9 février 1994 à Compton, en Californie. À l'âge de 6 ans, il désire être acteur après avoir assisté à la comédie musicale Le Roi lion (The Lion King) au Pantages Theatre d'Hollywood.

### Carrière
En 2008, pendant 13 ans, Philemon Chambers apparaît dans des publicités pour de différentes marques et enchaîne des petits rôles dans des séries télévisées, telles que Esprits criminels (Criminal Minds) et All Rise.
En août 2020, sous le pseudonyme de Jonathan P. Chambers, il tient le rôle principal de Marcus dans le court métrage Of Hearts and Castles de Rubén Navarro, présenté en avant-première au festival Outfest à Los Angeles. Son personnage, qui vient de rompre de son petit-ami, rencontre Angel (interprété par Luis Carazo) devant un bar et passe une nuit ensemble.
En mars 2021, son nom est révélé dans les médias annonçant que Netflix va produire une première comédie romantique de Noël gay Que souffle la romance (Single All the Way), sous la direction de Michael Mayer (en),. Il y joue Nick, meilleur ami de Peter (Michael Urie) devant se faire passer pour son compagnon auprès de sa famille lors des fêtes de Noël. Un plan perturbé par un rancard arrangé par la mère de Peter avec James (Luke Macfarlane), les trois acteurs jouant ces personnages homosexuels l’étant ouvertement dans le monde réel.
En novembre 2021, dans une interview, il se dit « ouvertement gay », grâce au film Que souffle la romance (Single All the Way) bien qu'il ait « grandi sans vraiment le savoir ».
Mi-mars 2022, il est choisi pour le rôle principal, celui du député Augustus, aux côtés de Katherine McNamara, Matt Barr et Katie Findlay, dans la série western Walker: Independence, série dérivée préquelle de Walker (2021)

## Filmographie

### Acteur

#### Long métrage
- 2021 : Que souffle la romance (Single All the Way) de Michael Mayer (en) : Nick

#### Courts métrages
- 2020 : Of Hearts and Castles de Rubén Navarro : Marcus
- 2022 : Johnny Brown d'Andrew Essig
- 2023 : Cupcakes de Brit Morgan : Kellam

#### Série télévisées
- 2022-2023 : Walker: Independence : Augustus (13 épisodes)

### Réalisateur

#### Court métrage
- 2024 : Family Therapy

## Voix française
- Jonathan Amram dans Que souffle la romance (2021)[7]